# Fédération algérienne de handball
 (juillet 2023).
La mise en forme du texte ne suit pas les recommandations de Wikipédia : il faut le « wikifier ».
Les points d'amélioration suivants sont les cas les plus fréquents. Le détail des points à revoir est peut-être précisé sur la page de discussion.
- Les titres sont pré-formatés par le logiciel. Ils ne sont ni en capitales, ni en gras.
- Le texte ne doit pas être écrit en capitales (les noms de famille non plus), ni en gras, ni en italique, ni en « petit »…
- Le gras n'est utilisé que pour surligner le titre de l'article dans l'introduction, une seule fois.
- L'italique est rarement utilisé : mots en langue étrangère, titres d'œuvres, noms de bateaux, etc.
- Les citations ne sont pas en italique mais en corps de texte normal. Elles sont entourées par des guillemets français : « et ».
- Les listes à puces sont à éviter, des paragraphes rédigés étant largement préférés. Les tableaux sont à réserver à la présentation de données structurées (résultats, etc.).
- Les appels de note de bas de page (petits chiffres en exposant, introduits par l'outil «  Source ») sont à placer entre la fin de phrase et le point final[comme ça].
- Les liens internes (vers d'autres articles de Wikipédia) sont à choisir avec parcimonie. Créez des liens vers des articles approfondissant le sujet. Les termes génériques sans rapport avec le sujet sont à éviter, ainsi que les répétitions de liens vers un même terme.
- Les liens externes sont à placer uniquement dans une section « Liens externes », à la fin de l'article. Ces liens sont à choisir avec parcimonie suivant les règles définies. Si un lien sert de source à l'article, son insertion dans le texte est à faire par les notes de bas de page.
- La présentation des références doit suivre les conventions bibliographiques. Il est recommandé d'utiliser les modèles {{Ouvrage}}, {{Chapitre}}, {{Article}}, {{Lien web}} et/ou {{Bibliographie}}. Le mode d'édition visuel peut mettre en forme automatiquement les références.
- Insérer une infobox (cadre d'informations à droite) n'est pas obligatoire pour parachever la mise en page.

Pour une aide détaillée, merci de consulter Aide:Wikification.
Si vous pensez que ces points ont été résolus, vous pouvez retirer ce bandeau et améliorer la mise en forme d'un autre article.
 (juillet 2023).
Si vous disposez d'ouvrages ou d'articles de référence ou si vous connaissez des sites web de qualité traitant du thème abordé ici, merci de compléter l'article en donnant les références utiles à sa vérifiabilité et en les liant à la section « Notes et références ».
La Fédération algérienne de handball (en arabe : الاتحاد الجزائري لكرة اليد) est l'organisme qui gère la pratique du handball en Algérie. Créée en 1963, la FAHB est affiliée à la Confédération africaine de handball et à la Fédération internationale de handball un an plus tard

## Histoire
Dès la première année de l’indépendance de l'Algérie, en 1962, des Algériens s’impliquent dans la relance de ce jeu. À la fin de la guerre avec la France, en septembre, Madaoui Kheir Eddine, alors âgé de 25 ans et évoluant à l’ASSE, actuellement Bologhine, entame la matérialisation de son projet d’une structure nationale pour gérer le handball. Aussi, il fait appel à son ami de club, Hamened Abderrahmane. Le concours de Abdoun[Qui ?], alors membre du bureau politique du parti du Front de libération nationale (FLN), chargé de la jeunesse et des sports, fut précieux. Il leur facilita, de par sa fonction, à installer leur siège dans le local de l’institution française chargée de cette discipline. Ce sera dans un café de la rue d'Isly (actuellement rue Larbi Ben M'Hidi) que naît la première ligue nationale de handball présidée par Madaoui Kheir Eddine.
La première opération lancée est le championnat avec la participation de 5 formations que sont :
- Association sportive de Saint-Eugène (ASSE)
- Handball Club d’Alger (HBCA)
- RIJA Alger
- Blida Études Club (BEC)
- Groupe Laïques Études d’Alger (GLEA).

La réussite de cette compétition va engendrer la création de la fédération algérienne de handball (FAHB). Présidée par feu Benbelkacem Amar, son siège est installé dans les locaux du stade Leclerc, actuellement Ouaguenouni. Quelque temps après, d’autres clubs rejoignent la compétition. Il s’agit des équipes de Aïn Taya, du CR Belcourt, des Spartiates d'Oran, de JSE Skikda, de Saida et d'El Harrouch.
De ce fait, le nombre de formations s’élève à 11.
À cette période-là, la FAHB regroupait 3 régions, à savoir Alger, Oran et Constantine.
Durant l’année 1963, le handball se développe en Algérie :
- le 24 mars 1963, le premier match féminin se déroule au stade Leclerc d’Alger et voit le GLEA battre une sélection scolaire 5-0.
- en avril 1963, c’est la première rencontre internationale officielle entre l’équipe nationale algérienne messieurs et celle du Cameroun, à l'occasion des Jeux de l’amitié de Dakar, au Sénégal.
- le premier championnat maghrébin des nations se déroule à Alger. Il est ponctué par la médaille d’or chez les hommes et la médaille d’argent chez les femmes.

La Fédération est affiliée à la Fédération internationale de handball en septembre 1964.

## Organisation et compétitions
La fédération est chargée des équipes nationales :
- masculine senior
- masculine junior
- masculine jeunes
- féminine senior

Elle est aussi responsable des compétitions suivantes :
- Compétitions masculines : Division 1, Division 2, Coupe, Supercoupe
- Compétitions féminines : Division 1, Coupe, Supercoupe

### Ligues régionales
- Ligue régionale du Centre (Alger) : crée en 1962
- Ligue régionale de l'Ouest (Oran) : crée en 1962
- Ligue régionale de l'Est (Constantine) : crée en 1962
- Ligue régionale de Batna : crée au début des années 1970 .
- Ligue régionale de Ouargla : crée en 1989 .
- Ligue régionale de Béchar
- Ligue régionale de Blida

### Ligues de Wilayas
- Plusieurs wilayas d'Algérie ont créé des ligues concernant le développement de cette discipline au niveau des jeunes.

## Présidents
Les présidents successifs de la FAHB sont
- Ammar Benbelkacem : de 1963 à 1965
- Mohammed Boubekeur : de 1965 à 1966
- Ammar Benbelkacem (2) : de 1967 à 1968
- Salah Brahim : de 1968 à 1972
- Ali Amoura : de 1972 à 1975
- Allaoua Daksi : de 1976 à 1977
- Said Bouamra : de 1977 à 1980
- Mouloud Bendjellit : de 1980 à 1982
- Said Bouamra (2) : de 1982 à 1985
- Bachir Amrat : de 1985 à 1986
- Abderahmane Bouzidi : de 1986 à 1989
- Said Bouamra (3) : de 1989 à 1997
- Noureddine Allal : de 1997 à 1998
- Mohammed Tahmi : de 1998 à 2001
- Dahmane Rahmouni : de 2001 à 2006
- Allaoua Daksi (2) : de 2006 à 2008
- Ait Mouloud Djaffer : de 2008 à 2012
- Said Bouamra (4) : de 2012 à 2017
- Habib Labane : d'avril 2017 à septembre 2021
- Abdelkrim Bendjemil (intérim)
- Karima Taleb : de novembre 2022 à janvier 2025[3]
- Abdelkader Kadi (intérim)
- Mourad Boussebt : depuis le 6 mars 2025[4]